# Germano (futebolista)
José Germano de Sales, mais conhecido como Germano, (Conselheiro Pena, 25 de março de 1942 — Conselheiro Pena, 1 de outubro de 1997), foi um futebolista brasileiro que atuou como ponta-esquerda.

## Biografia
Iniciou sua carreira profissional no Flamengo, em 1959, permanecendo no clube carioca até 1962. Jogou 87 partidas, oficiais ou amistosas, marcando 17 gols. Foi campeão do Torneio Rio-São Paulo de 1961. 
Em 1962, foi transferido para o Milan. Estreou em 9 de setembro de 1962, no Parma 0–1 Milan, partida válida pela Copa da Itália 1962–63. Em 12 de setembro de 1962, jogou sua primeira partida na Liga dos Campeões, contra o Union Luxembourg, assinando o gol final do triunfo de 8–0. Em 16 de setembro, fez sua estreia na Série A no San Siro contra o Veneza, marcando dois gols no empate por 3–3. 
Apesar do bom início com os rossoneri, com 3 gols em 5 partidas disputadas, o Milan o emprestou ao Genoa, em novembro de 1962, tendo por este disputado 12 partidas e feito 2 gols. No final da temporada voltou ao Milan, mas teve que ficar afastado devido a um acidente de viação em que quebrou o maxilar. Jogou apenas uma partida na Fairs Cup no início da temporada 1964–65, antes de retornar ao Brasil . 
Em 1965 mudou-se para o Palmeiras, tendo conquistado o Torneio Rio-São Paulo de 1965 e o Campeonato Paulista de 1966. Pelo Palmeiras disputou 38 partidas (21 vitórias, 9 empates, 8 derrotas) e fez 6 gols. 
Germano também jogou pelo Standard Liège da Bélgica, entre 1966 e 1968, sendo bicampeão da Copa da Bélgica. 
O jogador era irmão de Fio Maravilha e de Michila, ambos ex-jogadores do Flamengo. 

## Seleção Brasileira
Germano participou dos Jogos Pan-americanos de 1959 e das eliminatórias para os Jogos Olímpicos de 1960 com a Seleção Olímpica Brasileira. 
Pela Seleção Brasileira disputou 3 amistosos: dois em 1962 contra Portugal e um em 1965 contra o Uruguai, nos quais marcou um gol.

## Vida pessoal
Casou-se, em 1967, com a condessa Giovana Augusta, herdeira de tradicional família da Itália. O matrimônio ganhou destaque da imprensa internacional e se deu apesar da má vontade dos familiares dela. O motivo, segundo alguns, racismo. Vieram a se divorciar. Tiveram uma filha.
No Brasil, casou-se novamente e teve mais dois filhos.

## Morte
Morreu no dia 1 de outubro de 1997, aos 55 anos, de infarto.

## Títulos
Flamengo
- Torneio Rio–São Paulo: 1961
- Torneio Octogonal de Verão: 1961
- Troféu Magalhães Pinto: 1961

Milan
- Liga dos Campeões: 1963

Palmeiras
- Torneio Rio-São Paulo: 1965
- Campeonato Paulista: 1966
- Torneio Quadrangular João Havelange: 1966
- Taça Cidade de Curitiba: 1966

Standard Liège
- Copa da Bélgica: 1966 e 1967

Seleção Brasileira
- Taça Independência: 1965
- Medalha de Prata nos Jogos Pan-Americanos: 1959